# Кірхгаймболанден
Кірхгаймболанден (нім. Kirchheimbolanden) — місто в Німеччині, розташоване в землі Рейнланд-Пфальц. Входить до складу району Доннерсберг. Центр об'єднання громад Кірхгаймболанден.
Площа — 26,36 км2. Населення становить 7918 ос. (станом на 31 грудня 2020).

## Галерея

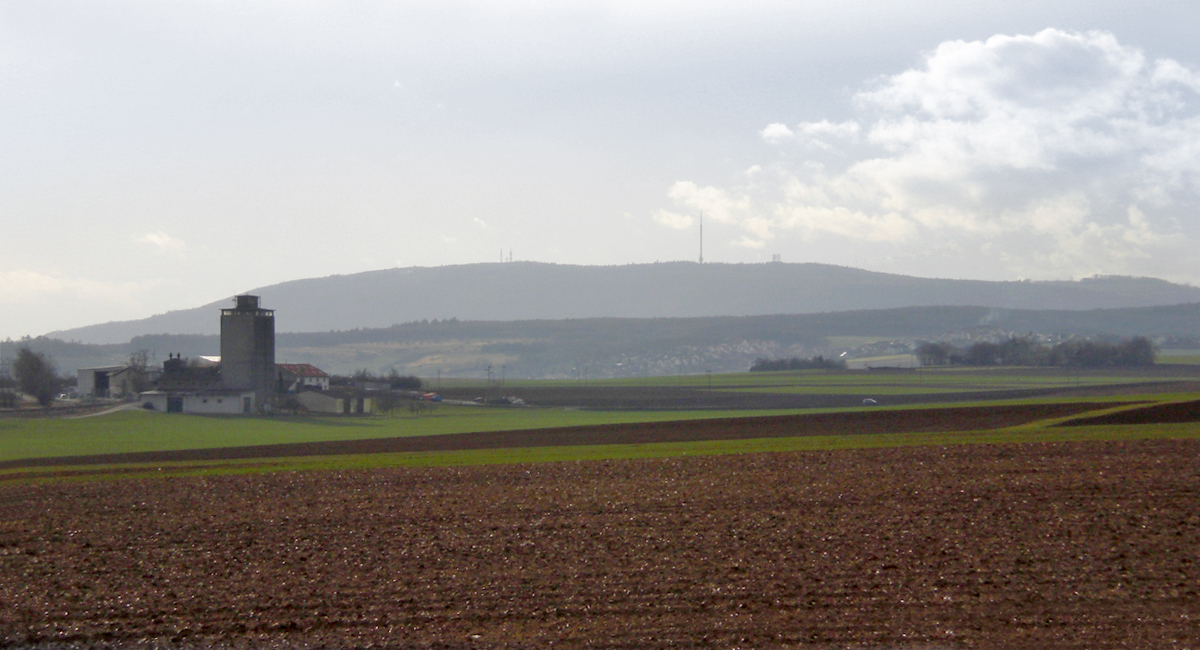
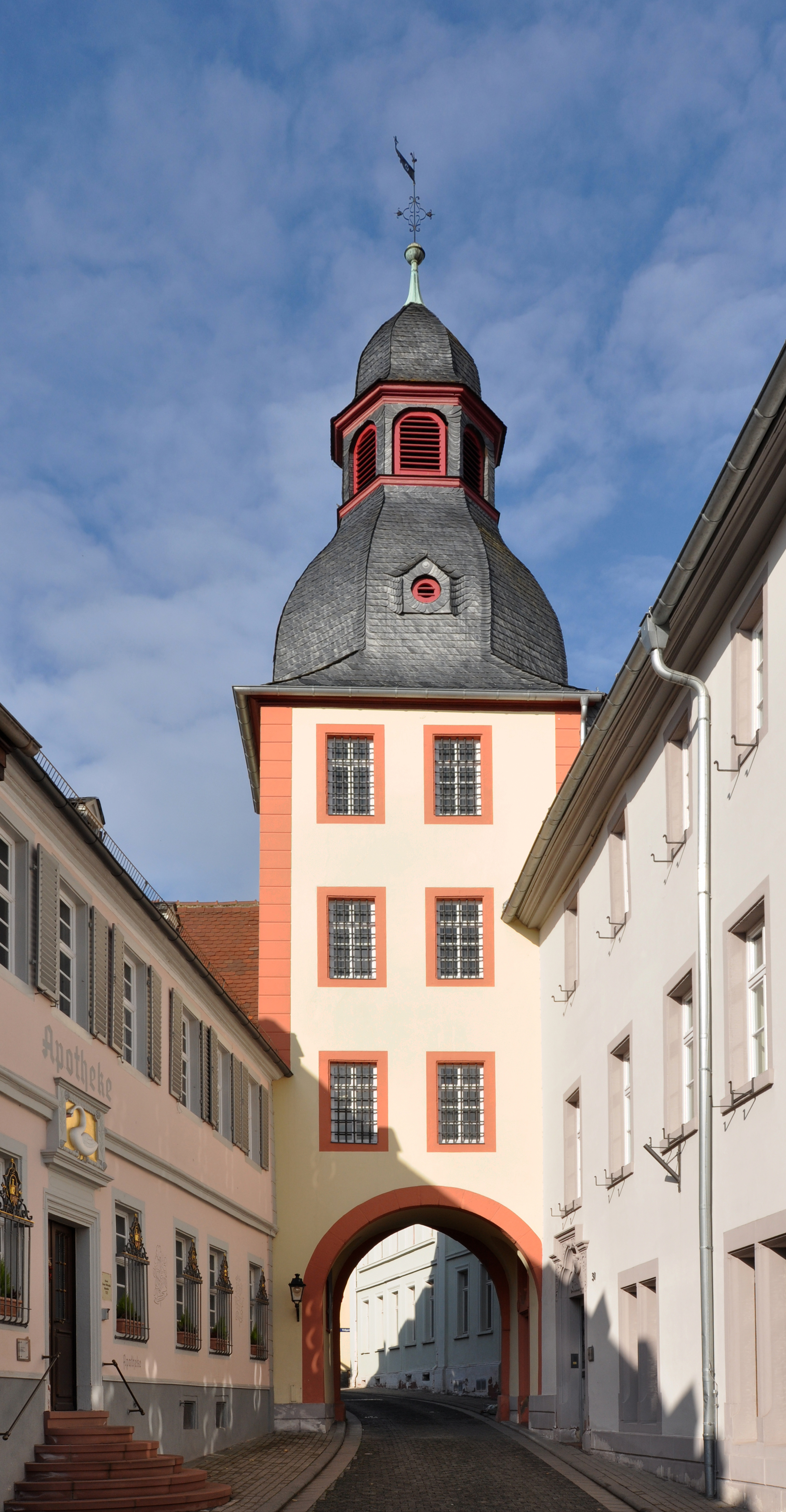
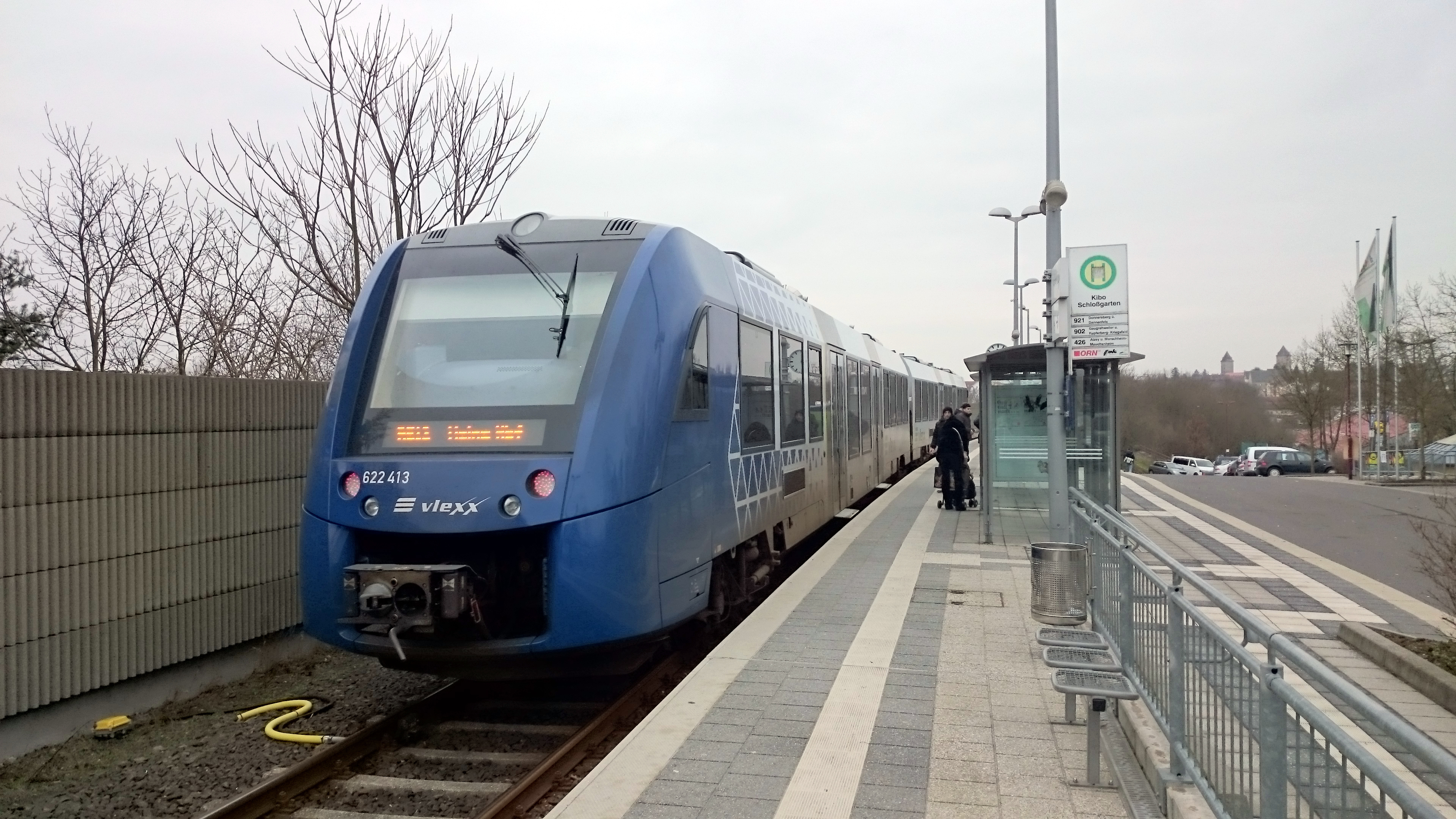